# Mo (film)
Mo (魔), conosciuto anche col titolo internazionale The Boxer's Omen, è un film del 1983 diretto da Chih-Hung Kuei.
È ritenuto essere uno dei miglior horror prodotti dal cinema di Hong Kong per via dell'interessante miscela di humor, violenza, spavento, effetti speciali e sesso.
Un ragazzo promette vendetta al boxer che ha reso invalido suo fratello e si reca in Thailandia per allenarsi. Allo stesso tempo si lascerà coinvolgere da un monaco in uno scontro all'ultimo sangue con un potente stregone.